# Полакка

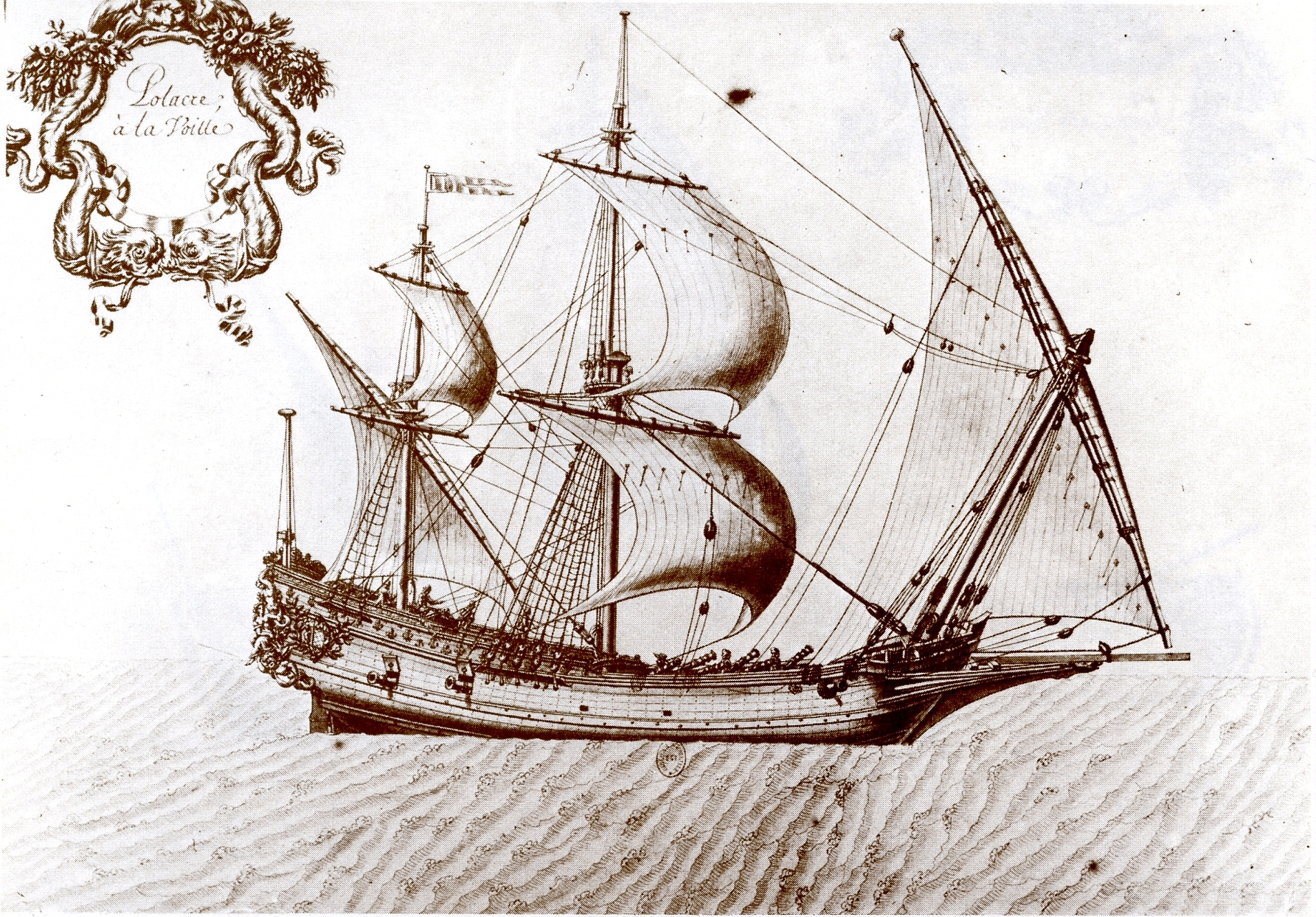
Полакка (Jean Joule, 1679)

Полакка, полакра, полакр (італ. polacca, ісп. polacra, фр. polacre, нім. Polacker, походження слів у цих мовах невідомо) — тип трищоглового вітрильного судна середніх розмірів, поширений у Середземному морі в XVI—XIX століттях. Корабель був схожий на шебеку, але більший за неї і, на відміну від шебеки, не використовував для руху весла.

## Історія та конструкції

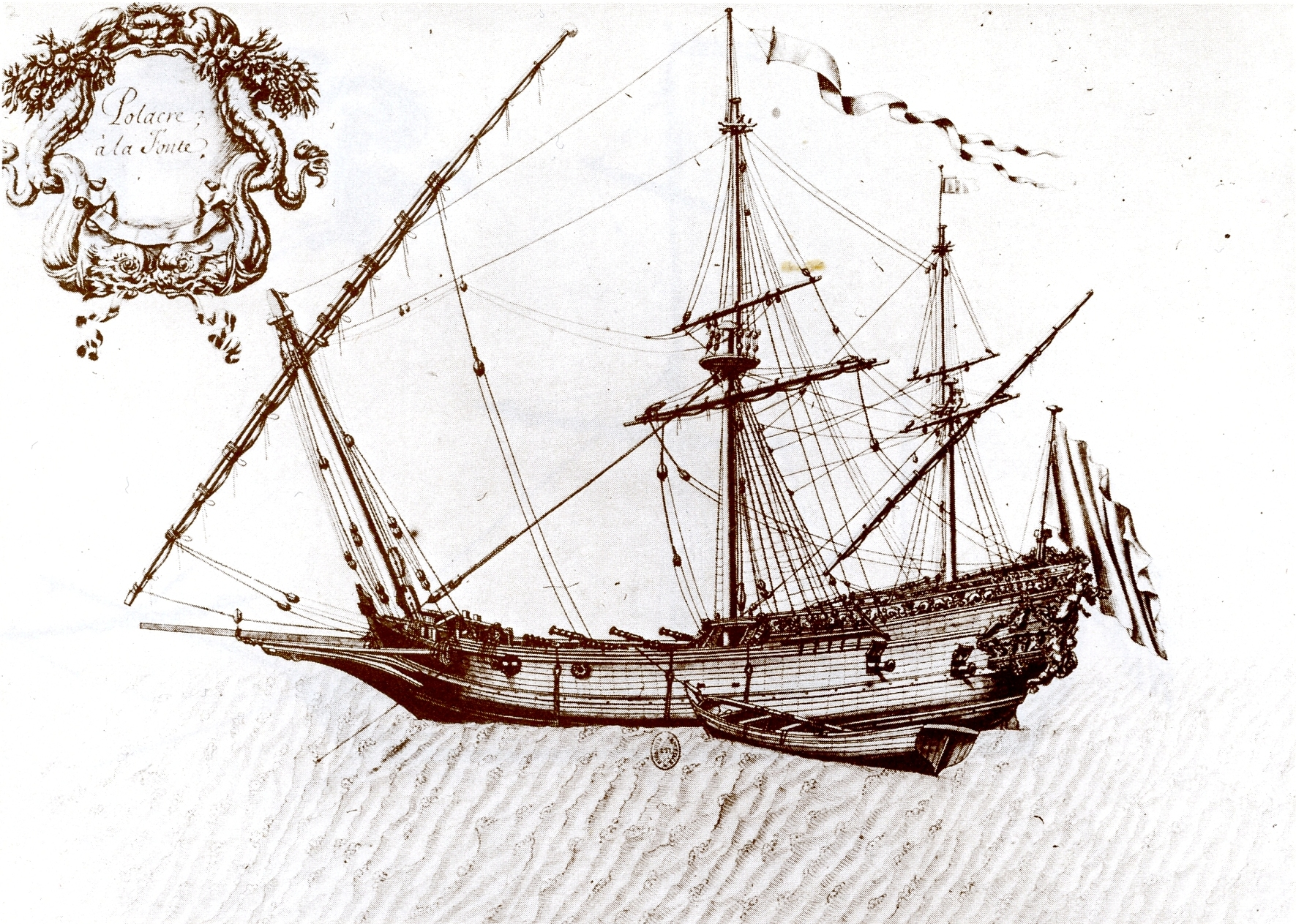
Полакка (Jean Joule, 1679)

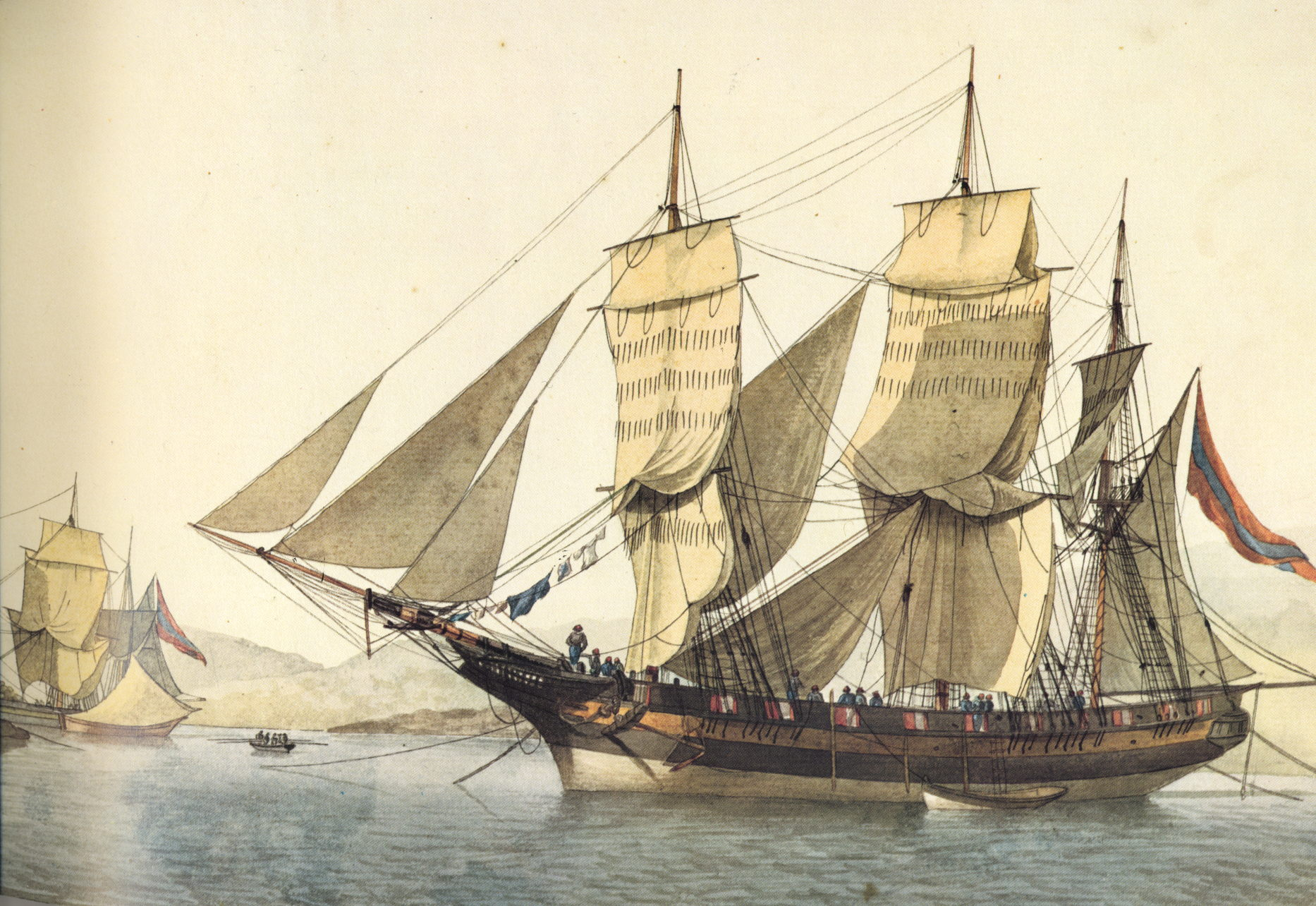
Грецько-османська полакка San Nicolo. Марсель (Antoine Roux, 1801)

Згадки про полакку зустрічаються принаймні з XVII століття — в 1629 році Фуртенбах пише:
«…крім „Nave“ італійці використовують інше „Vasselo“ (судно), яке вони називають „Polaca“, схоже на невелике „Nave“, на якому можна перевозити значну кількість товарів, переважно вино, зерно, сіль і деревину…»
Корабель мав довгий вузький корпус «галерного» типу і неглибоку осадку. Водотоннажність судна зазвичай не перевищувала 500 тон, екіпаж складав від 20 до 30 осіб. Судно мало три щогли, які виготовлялись з цільних стовбурів (стеньги та езельгофти не використовувались) і не несли марсів — так звані полакка-щогли.

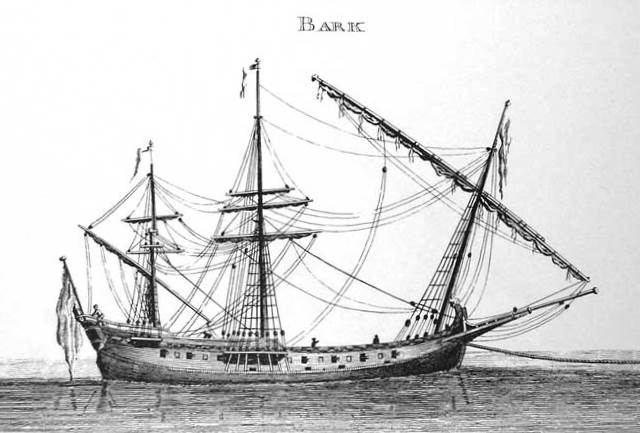
Полакка (барк) (David Steel, 1794)

Вітрильне озброєння полакки XVII століття було достатньо специфічним — латинське вітрило на нахиленій вперед фок-щоглі, до трьох прямих вітрил на грот-щоглі і пряме вітрило, розміщене над латинським вітрилом на бізань-щоглі. Берберські корсари і пірати Республіки Сале (зокрема Мурат-реїс молодший) використовували специфічні полакки, озброєні на усіх щоглах косими вітрилами.

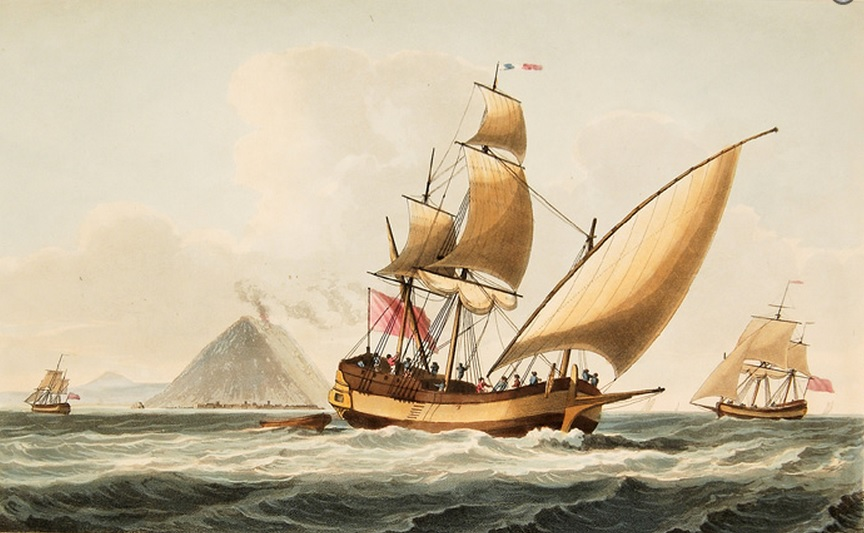
Полакка на фоні острова Стромболі (Dominick Serres, 1805)

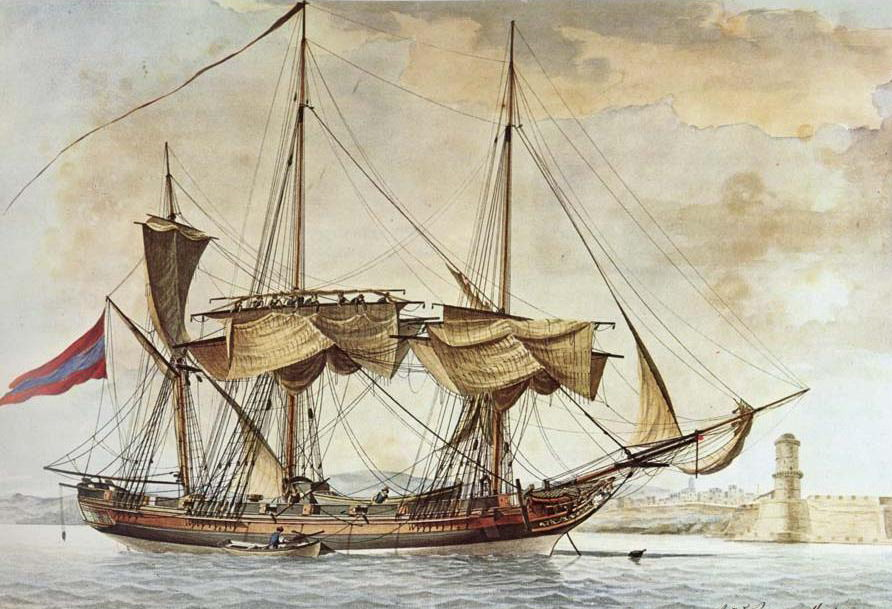
Грецько-османська полакка Bella Aurora. Марсель (Antoine Roux, 1801)

Пізніше, наприкінці XVIII — на початку XIX століття вітрильне озброєння полакки суттєво змінюється. Судно набуває прямого вітрильного озброєння на фок- та грот-щоглах, на бізані замість латинського вітрила встановлюється гафельне вітрило.

## Використання
Судно використовувалось як торгівельне для перевезення вантажів, як ескортне судно і, після встановлення на бортах гармат, — для здійснення бойових дій. Особливо часто полакки використовувались як швидкі бойові кораблі з низькою осадкою берберськими корсарами з узбережжя Магрибу, зокрема піратами марокканської Республіки Сале.
Венеційська республіка використовувала полакки для захисту своїх торговельних маршрутів в Адріатичному морі від далматинських та османських піратів.

## В популярній культурі
У першому романі «Master and Commander» (1969 р.) англійського письменника Патріка О'Браяна з його військово-морського циклу «Обрі-Метьюрін» про пригоди капітана Джека Обрі і його друга суднового лікаря Стівена Метьюріна, Джек Обрі на своєму кораблі HMS Sophie захоплює французьку полакку з вантажем кукурудзи та інших товарів.